# جيمس لوغان (لاعب هوكي الجليد)
جيمس لوغان هو لاعب هوكي الجليد كندي، ولد في 17 سبتمبر 1933 في ويتبي في كندا.

## وصلات خارجية
- جيمس لوغان على موقع EliteProspects.com (الإنجليزية)
- جيمس لوغان على موقع HockeyDB.com (الإنجليزية)
- جيمس لوغان على موقع أوليمبيديا (الإنجليزية)